# Max Rostal
Max Rostal (* 7. Juli 1905 in Teschen, Österreich-Ungarn; † 6. August 1991 in Bern) war ein Violinist, Bratschist und Musikpädagoge.

## Biographie
Max Rostals Heimatstadt gehörte zur Zeit seiner Geburt der Österreichisch-Ungarischen Monarchie an. Rostal, jüngster Sohn einer jüdischen Kaufmannsfamilie, studierte bei Carl Flesch. Von 1928 bis 1933 unterrichtete er an der Berliner Hochschule für Musik. 1930 trat Rostal aus der jüdischen Glaubensgemeinschaft aus. Zum 31. März 1933 endete sein Vertrag und wurde nicht verlängert, jedoch unterrichtete er noch bis Anfang Mai des Jahres. Am 23. März 1934 emigrierte er nach England und widmete sich der Konzerttätigkeit. Er lehrte von 1944 bis 1957 an der Guildhall School of Music and Drama. In den Jahren 1957 bis 1982 hatte er eine Professur an der Hochschule für Musik Köln inne, ab 1958 leitete er zusätzlich Meisterkurse am Konservatorium von Bern. Zu seinen bekanntesten Schülern gehörten Johannes Bastiaan, Norbert Brainin, Konstantin Gockel, Elfriede Früh, Edith Peinemann, Igor Ozim, Thomas Zehetmair, John Ronayne, Ulf Hoelscher, Nachum Erlich und Klaus der Geiger.
Um die internationale Förderung der Violinpädagogen bemüht, war er ein Mitbegründer der ESTA (European String Teacher Association).
Max Rostal war im Besitz einer Stradivari aus dem Jahr 1698, die ihm zu Ehren „Max Rostal“ genannt wird.
Zur Förderung junger Musiker rief er 1991 den Internationalen Max-Rostal-Wettbewerb für Violine und Bratsche ins Leben, der in jedem dritten Jahr in Berlin stattfindet.
Der Nachlass und die Notenbibliothek Max Rostals befinden sich seit 1995 im Archiv und der Bibliothek der Universität der Künste Berlin. Ergebnis der Erschließung des Nachlasses ist ein umfangreiches Findbuch der Archivarin Antje Kalcher.
Eine Tochter von Max Rostal ist Sibylle Rostal, die mit dem Psychologen Hans Jürgen Eysenck verheiratet war.
Sein älterer Bruder Leo Rostal war der Cello-Lehrer von Anita Lasker-Wallfisch.

## Auszeichnungen
- Sibelius-Medaille (1965)
- Verdienstorden der Bundesrepublik Deutschland (1968)
- Preis der Stadt Bern (1972)
- Commander of the Order of the British Empire (1977)
- Großes Verdienstkreuz der Bundesrepublik Deutschland (1980)
- Commendatore nell’Ordine al merito della Repubblica Italiana (1984)
- Österreichisches Ehrenkreuz für Wissenschaft und Kunst 1. Klasse (1986)

## Diskographie (Auswahl)
- Violinkonzerte von Béla Bartók (Nr. 2), Alban Berg, Bernard Stevens und Dmitri Schostakowitsch (Nr. 1), aufgenommen 1962, 1953, 1948 und 1956. Symposium Records, UK
- Franz Schubert: Fantasie C-Dur D 934, Robert Schumann: Sonate a-Moll op. 105, Claude Debussy: Sonate, Igor Strawinski: Duo Concertant. Symposium Records, UK
- Johann Sebastian Bach: Sonate e-Moll BWV 1023, Heinrich Ignaz Franz von Biber: Passacaglia, Giuseppe Tartini: Concerto in g-Moll, Sonate The Devil's Trill, Ludwig van Beethoven: Violinromanzen Nr. 1 und 2. Symposium Records, UK
- Franz Schubert: Drei Sonaten op. 137/1-3, Rondo h-Moll D 895, Sonate A-Dur D 574. Symposium Records, UK

## Werke

### Bücher
- Ludwig van Beethoven: Die Sonaten für Violine und Klavier, Gedanken zu ihrer Interpretation. Mit einem Nachtrag aus pianistischer Sicht von Günter Ludwig. Piper, München 1981.
- Handbuch zum Geigenspiel. unter Mitarbeit von Berta Volmer. Müller & Schade, Bern 1993.
- Violin – Schlüssel – Erlebnisse, Erinnerungen. Mit einem autobiografischen Text von Leo Rostal, Ries & Erler, Berlin 2007.

### Editionen
- Heinrich Ignaz Franz von Biber: Passacaglia für Solovioline, London 1951, Bern 1984
- Johann Sebastian Bach: Sonaten und Partiten, Leipzig 1982
- Wolfgang Amadeus Mozart: Violinkonzerte KV 218 und KV 219, Mainz 1967 und 1961
- Wolfgang Amadeus Mozart: Adagio KV 261, Mainz 1964
- Wolfgang Amadeus Mozart: Rondo KV 373, Mainz 1975
- Ludwig van Beethoven: Sonaten, München 1978
- Ludwig van Beethoven: Romanzen Nr. 1 und 2, Mainz
- Ludwig van Beethoven: Violinkonzert, Mainz 1971
- Franz Schubert: Rondo A-dur (D 438), Mainz 1964
- Peter Tschaikowsky: Violinkonzert, Mainz 1973
- Carl Maria von Weber: Rondo Brillant op. 62, Berlin 1930/1985
- Carl Flesch: Das Skalensystem, Berlin 1987
- Jacob Dont: Etüden und Capricen op. 35, Mainz 1971
- Pierre Rode: 24 Capricen, Mainz 1974
- Henryk Wieniawski: L’École moderne op. 10, Bern 1991

### Kompositionen
- Studie in Quinten, für Violine mit Klavierbegleitung, 1955
- Studie in Quarten, für Violine mit Klavierbegleitung, 1957